# Lepidosperma benthamianum
Lepidosperma benthamianum är en halvgräsart som beskrevs av Charles Baron Clarke. Lepidosperma benthamianum ingår i släktet Lepidosperma och familjen halvgräs. Inga underarter finns listade i Catalogue of Life.